# Einkommensteuerpauschalierung
Die Pauschalierung der Einkommensteuer ist eine Form der Besteuerung, die hauptsächlich der Vereinfachung des Festsetzungsverfahren dienen soll.

## Pauschalierung nach § 37a, 37b EStG
Eine Form ist die Pauschalierung, die § 37a und § 37b EStG für betrieblich veranlasste Zuwendungen und Geschenke ermöglicht. Die Pauschalierung kann durch den Zuwendenden angewandt werden, wodurch dessen Zuwendungen bei der Ermittlung seiner Einkünfte außer Ansatz bleiben.
Der Steuersatz beträgt 30 %. Bemessungsgrundlage sind im Regelfall die eigenen Aufwendungen inklusive der Umsatzsteuer des Zuwendenden. Detailfragen wurden in einem BMF-Schreiben vom 29. April 2008 geregelt.

## Pauschalierung nach § 34c Abs. 5 EStG (§ 26 Abs. 6 KStG)
Entsprechend dem BMF-Schreiben vom 10. April 1984 (Pauschalierungserlass) kann die Einkommen- bzw. Körperschaftsteuer auf Einkünfte aus Staaten, mit denen kein Doppelbesteuerungsabkommen besteht, auf Antrag ganz oder zum Teil erlassen oder in einem Pauschbetrag festgesetzt werden, wenn es aus volkswirtschaftlichen Gründen zweckmäßig oder die Anrechnung ausländischer Steuer nach § 34c Abs. 1 EStG besonders schwierig ist. 
Im Gegensatz zum Auslandstätigkeitserlass werden hier andere Einkünfte als aus nichtselbständiger Arbeit erfasst.
Demnach können ausländische Einkünfte pauschal mit 25 % besteuert werden, sofern eine ausländische Betriebsstätte, Personengesellschaft oder Tochtergesellschaft, aus der die Einkünfte bezogen werden, jeweils ausschließlich oder fast ausschließlich  die Herstellung oder Lieferung von Waren außer Waffen, die Gewinnung von Bodenschätzen oder die Bewirkung gewerblicher Leistungen zum Gegenstand hat, soweit diese nicht in der Errichtung oder dem Betrieb von Anlagen, die dem Fremdenverkehr dienen, oder in der Vermietung und Verpachtung von Wirtschaftsgütern einschließlich der Überlassung von Rechten, Plänen, Verfahren, Erfahrungen und Kenntnissen oder im Betrieb von Handelsschiffen im internationalen Verkehr bestehen.
Ausländische Steuern können dann allerdings nicht angerechnet oder abgezogen werden.